# Hochwasserrückhaltebecken Soormattbach
Das Hochwasserrückhaltebecken Soormattbach ist ein Hochwasserrückhaltebecken in Hauingen, einem Ortsteil der baden-württembergischen Stadt Lörrach. Erbaut wurde es von Februar 2021 bis Sommer 2022. Als flankierende Maßnahme wurde 2018 ein Bypass vor der Flussunterführung an der Hauinger Kirche umgesetzt, der sich südlich des Rückhaltebeckens befindet.

## Technische Daten
Das Dammbauwerk befindet sich rund 300 Meter talaufwärts vom Dorfkern auf einer Höhe von 319 m ü. NHN nördlich des Friedhofs gelegen. Die Baukosten wurden ursprünglich auf 235.000 Euro veranschlagt. Gemäß der DIN 19700-12 Klassifizierung gehört es zu den „sehr kleinen“ Staubecken. Die tatsächlichen Gesamtkosten beliefen sich auf 1,3 Mio. Euro. Das Bauwerk weist eine Dammlänge von 135 Meter auf und ist an seiner höchsten Stelle vier Meter hoch. Das vollständig gefüllte Rückhaltebecken hat eine Fläche von 7000 Quadratmetern und ein Speichervolumen von 11.110 Kubikmetern. Die Durchmesser der Ablaufrohre haben einen Durchmesser von 1,60 Meter und sind aus bewehrtem Beton gefertigt.
Auf der Dammkrone befindet sich ein Fußgängerweg, der von mehreren Seiten durch Rampen und Treppen begehbar ist.